# Génistéine
La génistéine est l'une des nombreuses isoflavones connues. Ce polyphénol a été ainsi nommé car il a été isolé en premier chez le genêt des teinturiers (Genista tinctoria) en 1899. 
Il a des effets positifs et adverses sur l'organisme, sans doute liés à son caractère de perturbateur endocrinien.

## Histoire
Cette molécule a été isolée en 1899 par Perkin et Newbury et synthétisée en 1928, par Baker et Robinson,.

## Biochimie
Des isoflavones telles que la génistéine et la daidzéine sont présentes  dans un certain nombre de plantes, dont les lupins, les fèves, le soja, le kudzu et la psoralée, pour ne citer que celles qui sont le plus utilisées dans l'alimentation, tant humaine qu'animale. 
Les isoflavones sont des antioxydants utiles pour l'organisme, mais qui préoccupent les toxicologues, car ce sont aussi des perturbateurs endocriniens (de la famille des phytoestrogènes) ; c'est-à-dire que, même à faible dose, elles sont susceptibles d'interagir avec des récepteurs œstrogéniques animaux ou humains, et de provoquer des effets adverses dans le corps en mimant, pour tout ou partie, des hormones (œstrogènes) naturellement produites par l’organisme de l'Homme ou d'autres mammifères.
Bien qu'environ cent fois moins actives que les hormones elles-mêmes chez l'adulte, ces pseudo-hormones peuvent avoir, chez l'embryon ou le fœtus ou en période de lactation, des effets perturbateurs du système hormonal. Elles peuvent également produire des effets non-hormonaux.

## Effets biologiques positifs

### Antioxydant
La génistéine est antioxydante, semblable en cela à beaucoup d'autres isoflavones qui « neutralisent » les effets néfastes des radicaux libres dans les tissus,.

### Protection contre l'athérosclérose
La génistéine protège contre certains pro-facteurs inflammatoires vasculaires induits par une dysfonction endothéliale. 
Elle inhibe certaines interactions entre leucocytes et endothélium, modulant ainsi l'inflammation vasculaire qui joue un rôle majeur dans la pathogenèse de l'athérosclérose. 

### Protection contre certains cancers
Diverses études ont montré que des doses modérées de génistéine ont des effets inhibiteurs du cancer de la prostate chez l'homme adulte,, du cancer du col de l'utérus, de certains cancers du cerveau, et du cancer du sein,,.
La génistéine a été utilisée pour cibler sélectivement les cellules pré-bêta via la conjugaison avec un anticorps. Une efficacité importante chez la souris de laboratoire laisse envisager des avantages futurs pour la chimiothérapie.
De plus, il a été démontré que la génistéine rendait certaines cellules plus sensibles à la radiothérapie. Cependant le moment de la vie (« fenêtre de vulnérabilité ») où le phytoestrogène est absorbé est également important ; ainsi, pour le cancer du sein, les expositions alimentaires de la femme durant la grossesse ou à la puberté pourraient jouer un rôle important dans la détermination du risque – plus tard – de cancer, en induisant des modifications épigénétiques qui modifient la vulnérabilité au cancer du sein.

## Traitement de syndrômes vasomoteurs post-ménopause
Selon une revue Cochrane de 2013 sur l'efficacité et l'innocuité de traitements à base de différents phytoestrogènes sur les bouffées de chaleur et sudations nocturnes, les études dans l'ensemble sont de faible qualité et ne permettent pas d'apporter une preuve de l'efficacité de ces traitements supérieure à un effet placebo (quelquefois important), de façon générale. Toutefois certains résultats suggèrent un effet possible de la ginestéine, notamment chez les femmes produisant de l'equol, chez celles ayant plus de 5 crises quotidiennes, ou lorsque les doses sont supérieures à 15 mg ; la revue préconise d'étudier ces trois sujets plus profondément. Aucun effet néfaste n'a été relevé (horizon de 2 ans).

## Effets biologiques adverses pour la santé

### Augmentation du risque pour certains cancers (hormonaux-dépendants)
Deuxs études ont suggéré que la génistéine accélérait chez la souris la prolifératon de cellules issues de cancers du sein estrogéno-dépendants humains quand la génistéïne n'était pas accompagnée d'un antagoniste des œstrogène ,. 
Toutefois, une méta-revue Cochrane de 2013  sur l'efficacité des phytoestrogènes, dont la génistéine, n'a pas montré d'effets néfastes à court terme sur la santé des femmes ménopausées ayant utilisé de tels traitements.
La génistéine pourrait aussi être utile dans la lutte contre la leucémie et elle peut être alors utilisée en synergie avec d'autres médicaments, en améliorant leur efficacité.

## Mode d'activité biologique et fonctions moléculaires
La génistéine cible ou affecte plusieurs fonctions des cellules vivantes. 
- Elle a un rôle important d'inhibition de plusieurs tyrosine kinases.
- Elle inhibe également le transporteur d'hexose (GLUT1) présente chez les mammifères
- Elle inhibe la contraction de plusieurs types de muscles lisses.
- Elle peut se lier au canal CFTR, augmentant son ouverture à faible concentration et l'inhibant à une dose plus élevée.

Le mode principal d'activité de la génistéine semble être l'action d'inhibiteur de la tyrosine kinase. 
Les tyrosine kinases sont moins répandues que leurs homologues SER/THR mais impliquées dans la quasi-totalité des phénomènes de croissance cellulaire et de cascades de signaux de prolifération.
L'inhibition de l'« ADN topoisomérase II » joue aussi un rôle important dans l'activité cytotoxique de la génistéine,.

### Nature des perturbations endocriniennes
Elles font encore l'objet d'études, mais selon l'ECETOC en 2009, il avait déjà été montré que cette molécule pouvait avoir les effets adverses suivants :
- ouverture vaginale accélérée (chez le rat)[26],[27] ;
- diminution de la distance anogénitale(chez le rat)[26] ;
- altération de la cyclicité du rythme ovarien (chez le rat)[26],[28],[27] ;
- hyperplasie des glandes mammaires du mâle (étude ayant porté sur les effets sur plusieurs générations de rats de laboratoire[26]) ;
- cancers hormono-dépendants des glandes mammaires du rat mâle (adénomes ou adénocarcinomes observés pour des expositions de 500ppm[28].
- augmentation du risque de cancer de la glande pituitaire chez le rat femelle pour des expositions de 5 à 500 ppm[28] ;
- troubles de la digestion (diminution de la taille des excréments chez le rat)[27] ;
- troubles du développement ; modification des taux de grossesse ou problème de délivrance chez les femelles[27](avec LOAEL de 35 mg/kg/d chez le rat[27]) ;
- augmentation du poids de l'utérus selon un essai de type « uterotrophic bioassay »[29] ;
- altération des ovaires confirmée par l'histopathologie[27] ;
- altération des tissus de la prostate (chez le rat)[27] ;
- augmentation du poids de la prostate, des testicules, des ovaires et de l'utérus[30] ;
- hyperplasie squameuse utérine et du col, hyperplasie de l'épithélium vaginal[30]
- atrophie sénile de l'hydromètre utérin et de l'ovaire[30] ;
- dilatation de la cavité ovarienne[30] ;
- inhibition de l'aromatase ;
- réduction de poids (chez le rat)[27].

LOEL : elle varie selon les études et selon les espèces et sans doute selon les individus (cf. prédispositions génétiques). Elle a été estimée de 7 à 10 mg/kg/d par une étude de 2008 (chez le rat) ;
Effets féminisants chez les mâles : Les isoflavones, en mimant l'action des œstrogènes, peuvent à certaines doses stimuler le développement et la persistance de caractères féminins ; on les dit « antiandrogènes ». 
In vitro uniquement et au-delà d'un certain taux, on a constaté que la génistéine pouvait favoriser l'apoptose de cellules testiculaires, ce qui a soulevé des préoccupations quant aux effets qu'elle pourrait avoir sur la fertilité masculine ou pour lutter contre le cancer ou certaines des autres pathologies du testicule ; mais une étude récente a montré que les isoflavones n'avaient « aucun effet observable sur des mesures du système endocrinien, le volume des testicules ou des paramètres du sperme au cours de la période d'étude », chez les mâles sains ayant reçu des suppléments quotidiens d'isoflavones sur une période de deux mois.